# Boloria fasciata
Boloria fasciata är en fjärilsart som beskrevs av Schnaider 1950. Boloria fasciata ingår i släktet Boloria och familjen praktfjärilar. Inga underarter finns listade i Catalogue of Life.